# The Cured: Infiziert. Geheilt. Verstoßen.
The Cured: Infiziert. Geheilt. Verstoßen (The Cured) ist ein Horrorfilm aus dem Jahr 2017 von David Freyne mit Elliot Page, Tom Vaughan-Lawlor und Paula Malcomson und wurde erstmals beim Toronto International Film Festival 2017 in der Kategorie Special Presentations vorgestellt.

## Handlung
Einige Jahre nach einem fürchterlichen Virusausbruch, der einen Großteil der Menschheit, besonders in Irland, in blutrünstige Zombies verwandelt hat, entwickeln Forscher endlich ein Gegenmittel gegen die Seuche. Dieses vermag allerdings die Infizierten nur von den Symptomen, nicht aber vollständig vom Virus zu befreien und zeigt auch nur bei einem Teil der Infizierten diese Wirkung. Auch verfügen die so wieder zivilisierten Menschen zudem über die Erinnerungen aus der Zeit als Zombie und werden dementsprechend von Schuldgefühlen, Albträumen und Flashbacks heimgesucht.
Nachdem Senan auf diese Weise geheilt wurde, darf er nach Hause zurückkehren und zieht zu seiner Schwägerin Abbie und ihrem kleinen Sohn. Doch nicht alle Geheilten werden mit offenen Armen empfangen. Viele Überlebende können den ehemals Infizierten ihre blutrünstigen Taten nicht verzeihen. Während die verbliebenen Infizierten, die bisher nicht von den Symptomen der Seuche befreit werden können, in entsprechenden Einrichtungen gehalten werden, nehmen die gesellschaftlichen Spannungen zwischen Nicht-Infizierten und Geheilten zu. Diese Entwicklung wird durch Conor, der Senan während des Virusausbruches zu einem Zombie gemacht hatte, weiter angefacht. Senan befindet sich in einem Zwiespalt, soll er sich Conor anschließen oder Abbie und ihren Sohn beschützen. Währenddessen wird die fragile neue Welt im Zuge der fortschreitenden Entwicklungen erneut ins Chaos gestürzt.

## Kritiken
Rotten Tomatoes verzeichnete eine Zustimmungsrate von 70 % basierend auf 67 Bewertungen und eine durchschnittliche Bewertung von 6,4 von 10 Punkten. Auf Metacritic erhielt der Film 57 von 100 Punkten, basierend auf 20 Kritiken, was einer gemischten oder durchschnittlichen Bewertung entspricht.